# Michel Vermote
Michel Vermote (Tournai, 31 marzo 1963) è un ex ciclista su strada belga.

## Palmarès

### Strada
- 1983 (Dilettanti, una vittoria)

4ª tappa Circuit Franco-Belge (Lannoy > Wattrelos)
- 1984 (Dilettanti, una vittoria)

Parigi-Tours dilettanti
- 1985 (La Redoute, una vittoria)

Isle of Wight Classic
- 1986 (RMO, due vittorie)

2ª tappa, 1ª semitappa Tour de Picardie (Noyon > Compiègne)
3ª tappa, 1ª semitappa Tour de Luxembourg (Esch-sur-Alzette > Rosport)
- 1987 (RMO, tre vittorie)

3ª tappa, 2ª semitappa Tour de Luxembourg (Schouweiler > Bertrange)
2ª tappa, 1ª semitappa Tour Midi-Pyrénées (Cahors > Castelsarrasin)
5ª tappa Tour of Britain (Westminster > Westminster)
- 1988 (RMO, tre vittorie)

Ronde des Pyrénées Méditerranéennes
3ª tappa Circuit de la Sarthe (Vibraye > Saint-Paterne)
4ª tappa Route du Sud (Pau > Merignae)
- 1989 (RMO, una vittoria)

Boucles des Hauts de Seine
- 1990 (RMO, una vittoria)

1ª tappa Circuit de la Sarthe (Mamers > Mamers)
- 1991 (RMO, tre vittorie)

1ª tappa Tour du Limousin (Limoges > Saint-Junien)
Classifica generale Tour du Limousin
1ª tappa Parigi-Bourges (Morsang-sur-Orge > Morsang-sur-Orge)
- 1992 (RMO, due vittorie)

Omloop van de Westhoek
1ª tappa Tour du Poitou-Charentes (Montmorillon > Montmorillon)
- 1993 (Festina-Lotus, una vittoria)

Gran Premio Marcel Kint
- 1997

1ª tappa Triptyque des Monts et Châteaux
3ª tappa Triptyque des Monts et Châteaux
Classifica generale Triptyque des Monts et Châteaux

#### Altri successi
- 1982 (Juniores)

Criterium Bailleul
- 1986 (RMO)

Criterium Ruddervoorde
- 1987 (RMO)

Classifica a punti Tour of Britain
- 1992 (RMO)

Criterium Mechelen
Criterium Pleurtuit
Criterium Ploërdut

## Piazzamenti

### Grandi Giri
- Giro d'Italia

1990: 131º
- Tour de France

1987: ritirato (13ª tappa)
1988: 133º
1989: 70º
1990: 144º
1991: 118º
1993: 113º
1994: ritirato (18ª tappa)
1996: ritirato (5ª tappa)
- Vuelta a España

1994: 109º

### Classiche monumento
- Milano-Sanremo

1990: 102º
1991: 114º
- Giro delle Fiandre

1990: 53º
1991: 20º
- Parigi-Roubaix

1987: 44º
1988: 35º
1991: 21º
1994: 41º
1995: 47º

### Competizioni mondiali
- Campionati del mondo

Stoccarda 1991 - In linea Professionisti: ritirato